# Uli Lindner
Jan Ulrich Lindner (* 6. August 1984 in Viersen) ist ein deutscher Autor und Redakteur im Bereich Fantasy.

## Leben
Lindner studierte Ethnologie, Geographie und Geschichte in Köln. Nachdem er mehrfach Wettbewerbe für Texte zum Rollenspiel „Das Schwarze Auge“ gewonnen hatte, wurde er 2009 zunächst Redakteur für dieses Spiel und noch im gleichen Jahr wurde er in die Kernredaktion aufgenommen. Diese Tätigkeit endete 2011 mit der Auflösung der Kernredaktion. Er war auch Questenautor für das DSA-Browserspiel „Herokon Online“.
Ab 2013 war Lindner hauptberuflich für den Uhrwerk Verlag tätig und wirkte wesentlich an der Schaffung des Pen-and-Paper-Rollenspielsystems Splittermond und der dazugehörigen Spielwelt „Lorakis“ mit. 2016 übernahm er die Verlagsleitung. Im Rahmen des 2019 angekündigten Insolvenzverfahrens des Verlags gab er seinen Rückzug aus der Firma bekannt.

## Veröffentlichungen (Auswahl)

### Das Schwarze Auge
- Von eigenen Gnaden, Ulisses Spiele, Waldems 2008, ISBN 978-3-940424-18-1.
- Die Dunklen Zeiten: Imperien in Trümmern (Red.), Ulisses Spiele, Waldems 2010, ISBN 978-3-940424-69-3.

### Myranor
- Wege nach Myranor (Red., zusammen mit Alex Spohr und Jörg Raddatz), herausgegeben von Patric Götz, Uhrwerk Verlag, Erkrath 2011, ISBN 978-3-942012-36-2.
- Myranische Monstren, Uhrwerk Verlag, Erkrath 2012, ISBN 978-3-942012-52-2.
- Myranische Meere, Uhrwerk Verlag (hrsg. zusammen mit Jochen Willmann), Erkrath 2015, ISBN 978-3-942012-94-2.

### Deadlands
- Die Toten der Prärie, Uhrwerk Verlag, Köln 2013, ISBN 978-3-942012-57-7.

### Dungeonslayers
- Die Pyramide des Todes, Uhrwerk Verlag, Erkrath 2013, ISBN 978-3-942012-58-4.

### Space: 1889
- Der Merkur (hrsg. zusammen mit Dominic Hladek), Uhrwerk Verlag, Köln 2014, ISBN 978-3-942012-56-0.

### Splittermond
- Splittermond. Regelwerk, herausgegeben von Patric Götz, Uhrwerk Verlag, Köln 2014, ISBN 978-3-942012-67-6.
- Die Götter (Hrsg.), Uhrwerk Verlag, Köln 2016, ISBN 978-3-95867-056-3.
- Diener der Götter: Kirchen und Kulte von Lorakis (Hrsg.), Uhrwerk Verlag, Köln 2017, ISBN 978-3-95867-070-9.